# Tentrådsapparatet
Tentrådsapparatet (også kaldet mitotisk spindel) er ansvarlig for adskillelsen af kromosomer under celledeling.
Tentrådsapparatet er en struktur, der er en del af cytoskelettet i eukaryote celler, og som har en vigtig funktion i celledelingen. Dens funktion er at trække kromosomerne fra hinanden, så de fordeles ligeligt mellem dattercellerne. Tentrådsapparatet består af et bundt mikrotubuli, som er samlet i enderne, men ret langt fra hinanden i midten.
Efterhånden som tentrådsapparatet opbygges i den tidlige metafase, fæstner enderne af nogle af mikrotubuli sig til kinetochorerne, som er samlet ved kromosomernes centromerer.